# Willi Gibalowski
Willi Gibalowski (* 11. Januar 1940) ist ein ehemaliger deutscher Fußballspieler, der in den 1960er und 1970er Jahren in Ost-Berlin und Eisenhüttenstadt Zweitligafußball spielte. 

## Sportliche Laufbahn
In der Kalenderjahr-Saison 1958 bestritt der 18-jährige Stürmer Willi Gibalowski mit der Ost-Berliner Sportgemeinschaft Lichtenberg 47 in der drittklassigen II. DDR-Liga seine ersten Pflichtspiele im DDR-weiten Fußballspielbetrieb, nachdem er bereits vorher im Nachwuchsbereich der Lichtenberger aktiv gewesen war. Als nach der Saison 1962/63 (nun im Sommer-Frühjahr-Spielmodus) die II. DDR-Liga eingestellt wurde, musste Lichtenberg 47 danach in der nun drittklassigen Stadtliga Ost-Berlin weiterspielen. Dies nahm Gibalowski, der zuvor schon mehrere Berufungen in die Ost-Berliner Stadtauswahl erhalten hatte, zum Anlass, zur Polizeisportgemeinschaft SG Dynamo Hohenschönhausen zu wechseln. Diese war ebenfalls in Ost-Berlin ansässig und spielte in der zweitklassigen DDR-Liga. Dort war Gibalowski für zwei Spielzeiten als Stürmer Stammspieler, verpasste von 60 Ligaspielen nur sieben Begegnungen und war mit zwölf Toren erfolgreich. 
Damit wurde der Zentralklub der DDR-Volkspolizei auf Gibalowski aufmerksam und veranlasste zur Saison 1965/66 den Wechsel zur Oberligamannschaft des SC Dynamo Berlin. Gibalowski wurde jedoch in keinem Spiel der höchsten DDR-Spielklasse eingesetzt und kehrte nach der Winterpause wieder zur SG Lichtenberg zurück. Ihr verhalf er zum Saisonende zum Aufstieg in die DDR-Liga, wo er in der Hinrunde der Saison 1966/67 14 der 15 Ligaspiele bestritt. 
Mit Beginn der Rückrunde wechselte Gibalowski zum DDR-Ligisten Stahl Eisenhüttenstadt, wo er bis zum Ende der Saison 1966/67 weitere elf Ligaspiele absolvierte. 1967/68 kam er in 23 der 30 DDR-Liga-Spiele zum Einsatz, hatte aber keine Stammposition, sondern wurde wechselnd in allen Mannschaftsteilen eingesetzt, wobei er dreimal zum Torerfolg kam. Seine wechselnden Einsätze setzten sich auch in der Hinrunde der Spielzeit 1968/69 fort, er bestritt jedoch bis zum 6. Spieltag nur fünf Ligaspiele und schied danach aus dem Kader der DDR-Liga-Mannschaft aus. 
Nachdem Gibalowski die Saison 1969/70 bei der BSG Stahl Finow in der drittklassigen Bezirksliga Frankfurt (Oder) verbracht hatte, schloss er sich wieder Lichtenberg 47 an. Die Ost-Berliner waren inzwischen in die BSG EAB umgewandelt worden und spielten ebenfalls drittklassig. Mit Heimkehrer Gibalowski gelang ihnen 1971 die Rückkehr in die DDR-Liga. Diese wurde ab 1971/72 in fünf Staffeln zu je 22 Spielen ausgetragen, Gibalowski kam 16-mal zum Einsatz, blieb aber ohne Torerfolg. Am Saisonende wurde er 32-jährig offiziell aus der 1. Mannschaft verabschiedet und sollte künftig mit der 2. Mannschaft in der viertklassigen Bezirksklasse spielen. Die BSG griff aber sowohl 1972/73 fünfmal als auch 1973/74 noch einmal auf Gibalowki in der DDR-Liga-Mannschaft zurück. Danach war dessen Laufbahn im höherklassigen Fußball endgültig beendet, bei dem er von 1963 bis 1974 in 128 DDR-Liga-Spielen aufgeboten worden war und 20 Tore erzielt hatte.